# Plectranthias robertsi
Plectranthias robertsi là một loài cá biển thuộc chi Plectranthias trong họ Cá mú. Loài này được mô tả lần đầu tiên vào năm 1995, được đặt theo tên của Clive D. Roberts, người đầu tiên phát hiện ra rằng đây là một loài chưa được mô tả, khi quan sát một mẫu vật được thu thập từ vùng biển ngoài khơi bang Queensland, Đông Úc.

## Phân bố và môi trường sống
P. robertsi có phạm vi phân bố nhỏ hẹp ở vùng biển Tây Nam Thái Bình Dương. Loài này chỉ được tìm thấy ở khu vực ngoài khơi bang Queensland, Đông Úc (nằm trong khoảng vĩ độ 18 - 23°N), ở độ sâu tương đối lớn, được ghi nhận trong khoảng từ 220 đến 400 m.

## Mô tả
Mẫu vật lớn nhất dùng để mô tả P. robertsi có kích thước khoảng 11,5 cm. Màu sắc khi mẫu vật còn sống: màu nâu nhạt, trở nên trắng ở bụng và ngực, ánh bạc ở mang. Có một dải màu vàng mờ kéo dài từ mắt đến đường bên trước. Một số đốm màu vàng nhạt đến vàng cam có kích thước xấp xỉ đường kính con ngươi nằm dọc theo gốc vây lưng và dọc theo giữa thân. Mõm màu vàng sẫm, môi trên màu vàng hơn; hàm dưới sẫm màu cam. Vây bụng và vây ngực màu trắng; các vây còn lại màu vàng nhạt (vàng sẫm hơn ở vây lưng hơn). Mống mắt có các vòng màu vàng và đen.
Số gai ở vây lưng: 10; Số tia vây mềm ở vây lưng: 15; Số gai ở vây hậu môn: 3; Số tia vây mềm ở vây hậu môn: 7; Số tia vây mềm ở vây ngực: 15 - 16; Số tia vây mềm ở vây đuôi: 15; Số gai ở vây bụng: 1; Số tia vây mềm ở vây bụng: 5; Số vảy đường bên: 32 - 35.